# Proctophana
Proctophana es un género de insecto coleóptero de la familia Chrysomelidae.

## Especies
Las especies de este género son:
- Proctophana dalyi Moldenke, 1981
- Proctophana eickwortorum Moldenke, 1981
- Proctophana labergei Moldenke, 1981
- Proctophana leechi Moldenke, 1981